# Гаудино, Алекс
Алекс Гаудино (Алессандро Альфонсо Фортунато Гаудино, 23 января 1970, Салерно) — итальянский диджей и продюсер.

## Биография

### 1993—2006: Юность и начало карьеры
Алессандро Фортунато Гаудино родился 23 января 1970 года в Салерно. Начал свою музыкальную карьеру под маркой лейбла Flying Records. В 1998 году, при поддержке Жакомо Майолине, хозяина TIME Records, Алекс основал собственный лейбл — RISE Records, который выпустил треки таких исполнителей, как The Tamperer, Black Legend и Робби Ривьеры. Они принесли RISE Records европейскую известность, а Алексу — номинацию в 2000 году на титул Best Evropean A&R на церемонии Evropean Music Awards, которая проходила в Лондоне.
В 2003 году Гаудино приступает к продюсерской и студийной работе. Его деятельность способствовала успеху проекта Supacupa & Sambatucada. Настоящий успех пришёл вместе с треком «Little Love» в 2005 году, который достиг вершин UK Dance Chart.

### 2006-Настоящее время: Успех и мировая известность
В декабре 2006 года Алекс Гаудино выпустил свой второй сингл «Destination Calabria» с вокалом от Crystal Waters. Работа, известная ещё в 2003-м как «Destination Unknown», получила семплированную партию саксофона из трека «Calabria» и, соответственно, новое название. Эта песня стала главным танцевальным хитом 2007 года.
В 2008 году он выпустил свой третий сингл «Watch Out», записанный в содружестве с английской певицей Shena. Сингл достиг шестнадцатого места в UK Singles Chart.
6 октября 2008 года, Алекс выпустил свою дебютный студийный альбом «My Destination». Помимо работы с Crystal Waters и Shena, Гаудино сотрудничал с Hardwell.
В конце 2009 года он начал работу над своим вторым альбомом «Magnificent». В октябре 2010 года Алекс выпустил свой первый сингл из нового альбома «I’m in Love (I Wanna Do It)», с вокалом от Maxine Ashley. Сингл достиг первого места в U.S Hot Dance Airplay Chart и десятого в UK Singles Chart.
В 2011 году Гаудино выпустил второй сингл из альбома «What a Feeling», совместно с американской певицей Келли Роуленд. Песня достигла шестого места в UK Singles Chart.
12 марта 2013 года вышел новый альбом Гаудино «Doctor Love». Диск включает в себя 15 композиций, записанных совместно с такими исполнителями, как: американской певицей Келли Роуленд, Taboo («Black Eyed Peas»), JRDN, Polina, Mario, Jordin Spark и др. 13 марта состоялась премьера клипа на второй сингл из альбома — «Playing With My Heart» (feat. JRDN).

## Дискография

### Студийные альбомы
| Название       | Информация                                                    |
| -------------- | ------------------------------------------------------------- |
| My Destination | - Дата релиза: 6 октября 2008 года - Лейбл: Universal Records |
| Doctor Love    | - Дата релиза: 12 марта 2013 года - Лейбл: Broma 16           |

### Синглы
| Год  | Название                                                                                               | Позиция в чартах | Позиция в чартах | Позиция в чартах | Позиция в чартах | Позиция в чартах | Позиция в чартах | Позиция в чартах | Позиция в чартах | Позиция в чартах | Позиция в чартах | Альбом         |
| Год  | Название                                                                                               | AUS              | BEL (FL)         | BEL (WL)         | FRA              | IRE              | ITA              | NL               | SPA              | SWE              | UK               | Альбом         |
| ---- | --- | ---------------- | ---------------- | ---------------- | ---------------- | ---------------- | ---------------- | ---------------- | ---------------- | ---------------- | ---------------- | -------------- |
| 2006 | «Reaction» (featuring Jerma)                                                                           | —                | —                | —                | —                | —                | —                | —                | —                | —                | —                | My Destination |
| 2007 | «Destination Calabria» (featuring Crystal Waters)                                                      | 3                | 2                | 2                | 6                | 2                | 12               | 14               | 6                | 10               | 4                | My Destination |
| 2007 | «Que Pasa Contigo» (featuring Sam Obernik)                                                             | —                | 50               | 58               | —                | —                | —                | 66               | —                | —                | —                | My Destination |
| 2008 | «Watch Out» (featuring Shena)                                                                          | —                | 52               | 59               | —                | 23               | 12               | 12               | —                | —                | 16               | My Destination |
| 2008 | «I Love Rock 'n' Roll#Alex Gaudino and Jason Rooney version\|I Love Rock 'n' Roll» (with Jason Rooney) | —                | —                | 10               | —                | —                | —                | —                | —                | —                | —                |                |
| 2010 | «I’m in Love (I Wanna Do It)» (featuring Maxine Ashley)"                                               | —                | 25               | 56               | —                | —                | —                | 46               | —                | —                | 10               | Magnificent    |
| 2011 | «What a Feeling» (featuring Kelly Rowland)                                                             | —                | 32               | 10               | —                | 38               | —                | 66               | —                | —                | 6                | Magnificent    |
| 2012 | «I Don’t Wanna Dance» (featuring Taboo)                                                                | —                | —                | —                | —                | —                | —                | —                | —                | —                | —                | Magnificent    |

### Другие песни
- 2008 — «I’m a DJ» (featuring Carl)
- 2009 — «Take Me Down» (featuring Steve Edwards)

### Ремиксы
- «Cinema» — Benny Benassi feat. Gary Go (with Jason Rooney)
- «Collide» — Leona Lewis and Avicii (with Jason Rooney)
- «Firework» — Katy Perry (with Jason Rooney)
- «Glad You Came» — The Wanted
- «I Know You Want Me (Calle Ocho)» — Pitbull (with Jason Rooney)
- «It’s Alright» — Gadjo
- «Show Me» — Jessica Sutta (with Jason Rooney)
- «Spaceship» — Benny Benassi feat. Kelis, apl.de.ap, & Jean-Baptiste (with Jason Rooney)
- «With Ur Love» — Cher Lloyd feat. Mike Posner (with Jason Rooney)